# Rhaphiptera gahani
Rhaphiptera gahani là một loài bọ cánh cứng trong họ Cerambycidae.